# Krithe pernoides
Krithe pernoides is een mosselkreeftjessoort uit de familie van de Krithidae. De wetenschappelijke naam van de soort is voor het eerst geldig gepubliceerd in 1855 door Bornemann.